# Mincy (метеорит)
Mincy — железокаменный метеорит массой 89,4 килограмма. Относится к классу B4 мезосидеритов (известны лишь три метеорита такого типа). Большая часть массы (около 39 кг) находится в Венском Музее естествознания. Образцы имеются и в других метеоритных коллекциях мира, в частности в метеоритной коллекции музея Горного института .
Хотя первые сообщения о метеорите дошли до учёных ещё в 1860 году, он попал в руки специалистов только в июне 1887 года. По сообщению первоначальных владельцев, падение метеорита наблюдалось на границе между Арканзасом и Миссури примерно за 30 лет до этого (около 1856 года); после интенсивных поисков метеорит был найден ими на склоне холма на ферме в Mincy (графство Taney, юг штата Миссури) в 11 милях от Форсайта, и перевезён в Limestone Valley в графстве Ньютон, Арканзас (60 миль от места падения). Небольшой образец метеорита массой 22,5 унции был передан для анализа в 1860 году, однако местонахождение основной части держалось владельцами в секрете, поскольку они были уверены, что метеорит состоит из серебра (по внешнему виду метеоритное железо является белым неокисляющимся металлом и может напоминать серебро). По сообщениям 1860 года, метеорит был найден в виде двух частей, однако в 1887 году учёным был передан только один кусок массой 89,796 кг и размерами 34×35×29 см.
Металлическая часть состоит на железо-никелевого сплава (Fe:Ni≈90:10), с малой примесью кобальта (0,3 %) и фосфора.
Макроскопическая плотность составляет 4,21±0,08 г/см3, пористость около 13 %.